# Diecezja Manokwari-Sorong
Diecezja Manokwari–Sorong – rzymskokatolicka diecezja w Indonezji. Powstała w 1959 jako prefektura apostolska Manokwari, podniesiona do rangi diecezji w 1966. Pod obecną nazwą od 1974.

## Biskupi
- Biskupi  Manokwari–Sorong 
  - Bp Datus Hilarion Lega (2003 – obecnie)
  - Bp Francis Xavier Sudartanta Hadisumarta, O. Carm. (1988 – 2003)
  - Bp Petrus Malachias van Diepen, O.S.A. (1974 – 1988)
- Biskupi Manokwari 
  - Bp Petrus Malachias van Diepen, O.S.A. (1966 – 1974)
- Prefekci apostolscy Manokwari  
  - O. Petrus Malachias van Diepen, O.S.A. (1960 – 1966)